# Кальнинг, Александр Карлович
Александр Карлович Кальнинг (5(17) ноября 1878, Москва — 17 апреля 1977, Москва) — живописец, график.

## Биография
Родился в 1878 году в Москве.
С 1893 по 1901 проходил обучение в Строгановском училище. По его окончании жил в Вознесенске.
В 1906 году переехал в Одессу, где преподавал рисование, черчение и чистописание в средних учебных заведениях.
С 1911 года — член Товарищества южнорусских художников. С 1922 года — член общества имени Костанди.
С 1920 по 1930 — преподавал в Одесском институте народного образования.
В начале 1930-х годов вернулся в Москву. С 1932 по 1938 годы преподавал в Московском художественном училище, с 1933 по 1958 годы — в Московском архитектурном институте.

## Учебные пособия
- «Практическое руководство по акварельной живописи» (Москва, 1937)

## Участие в выставках
- Выставки Товарищества южнорусских художников (1908—1919)
- 42-я выставка Товарищества передвижных художественных выставок (1914)
- Весенняя выставка (1913)
- Выставки общества независимых художников (1916, 1917),
- Выставка Одесского общества изящных искусств (лето 1918)
- 1-я народная выставка (1919);
- Выставки О-ва им. К. К. Костанди (I—V, 1925—1929)
- Всеукраинские выставки (1928—1930).
- Выставки акварелей Кальнинга (1936 и 1952, Московский архитектурный институт).